# KEMURI (プログラミング言語)
KEMURI（ケムリ）は、Brainfuckに類したプログラミング言語の一つ。実用言語ではない。
BrainCrash、HQ9+についで世界で3番目に短くHello worldを出力するプログラムを記述できる。
KEMURIはスタックマシンであり、0～255の値が入るスタックがある。
実用性はほとんど無いように思われるが、KEMURI_PLUSではチューリングマシンで実行可能なあらゆるプログラムが記述できる（チューリング完全である）とされている。

## KEMURIの言語仕様
実行可能な命令は「6つ」のみである。
1. ^ XOR スタックの先頭2つをpopし、xorを計算してpushする。
2. ~ NOT スタックの先頭をpopし、notを計算してpushする。(必要性が疑問視されている)
3. " DUP スタックの先頭をpopし、それを2回pushする。スタック先頭の複製(duplicate)である。
4. ' ROT スタックの先頭3つをpopし、並べ替えてpushする。先頭から順にx y zという順に並んでいたのなら、y z xという順番に変わる。
5. ` スタックに[72, 101, 108, 108, 111, 44, 32, 119, 111, 114, 108, 100, 33]を積む。これはASCIIコードとみなすと"Hello, world!"に相当する。
6. | スタックの中身を文字コードだと見なして出力する。スタックの中身すべてを出力するのでスタックは空になる。プログラムの最後で一度だけ使うことが推奨されている。

## KEMURI_PLUSの拡張仕様
1. l (小文字のエル) スタックの中身をBrainfuckのコードだと見なして実行する。プログラムの最後で一度だけ使うことが推奨されている。